# Seßlach
Seßlach este un oraș din districtul Coburg, regiunea administrativă Franconia Superioară, landul Bavaria, Germania. Populație: 4.064 locuitori (31 decembrie 2010).

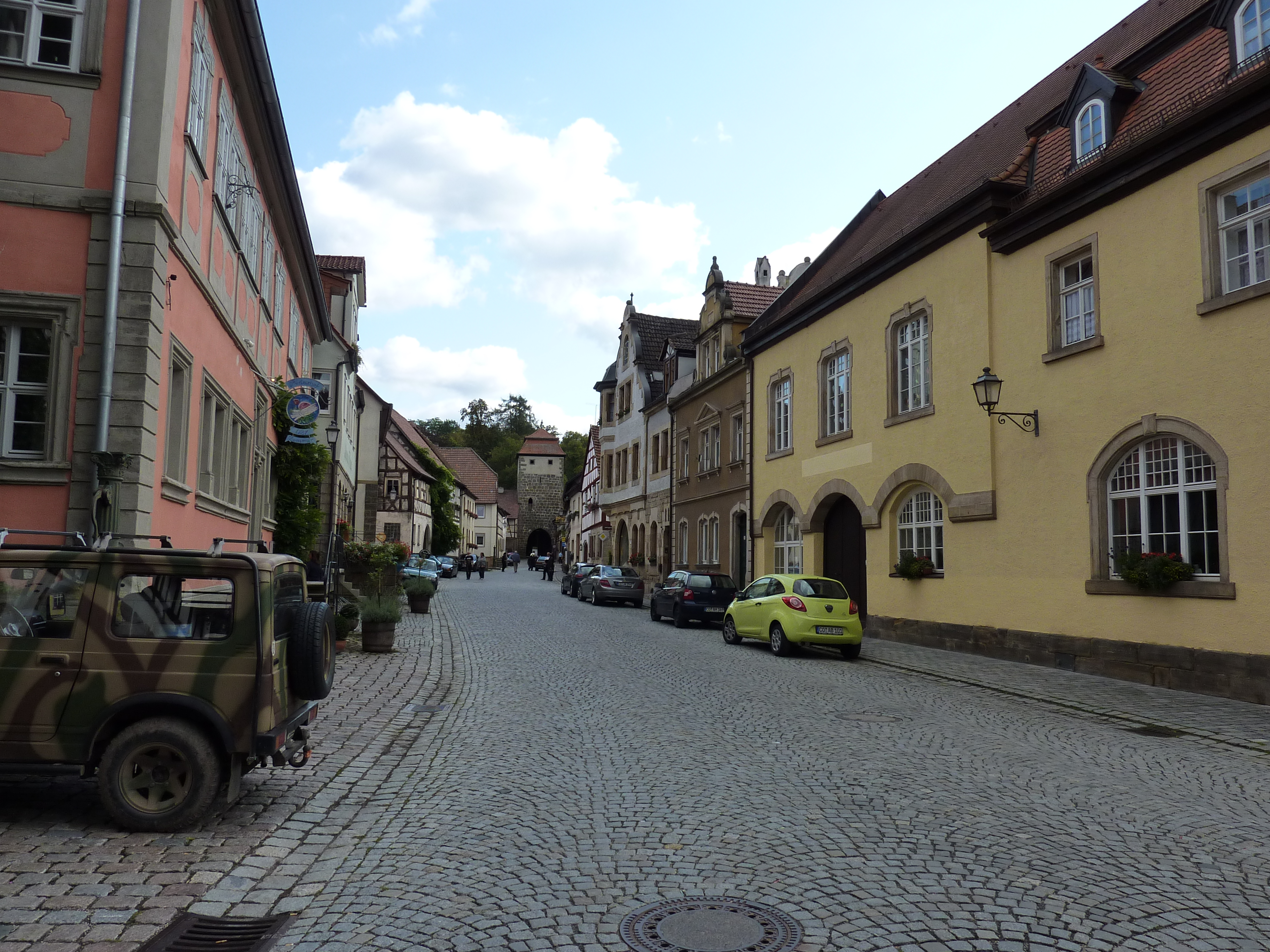
Seßlach